# Spongia officinalis
A esponja-de-banho (Spongia officinalis) é uma espécie de esponja da família Spongiidae de cor preta, cinza, castanha, branca acastanhada ou avermelhada. Essa espécie apresenta variados formatos geralmente maciça, irregulares e globulares. Ela pode ser encontrada no Oceano Atlântico e no Mar Mediterrâneo, em zonas rochosas, a partir da superfície até grandes profundidades. Essa espécie mede cerca de 20 cm de altura.